# Throscodectes
Throscodectes é um género de insecto da família Tettigoniidae.
Este género contém as seguintes espécies:
- Throscodectes xederoides
- Throscodectes xiphos